# Végrehajtó funkciók
A végrehajtó funkciók jelentősége a pszichológiában vitathatatlan, még sincs egységes definíció ezen konstruktum összefoglalására. Végrehajtó funkciók alatt egy olyan komplex, számos komponensből álló képességhalmazt értünk, amely kulcsfontosságú szerepet tölt be a viselkedésszervezésben.

## A végrehajtó funkciók komponensei
A végrehajtó funkciókról beszélhetünk neuropszichológiai gyűjtőfogalomként, mivel valamennyi komponense a prefrontális kéreghez kapcsolódik.
- A viselkedéses cél reprezentációja és tervezés
- A beállítódás fenntartása
- Egyéb késztetések kontrollja
- A prepotens (automatikusan megjelenő), de téves válasz gátlása
- A viselkedés egyes elemeinek sorrendezése
- Folyamatos monitorozás
- Kognitív flexibilitás
- A figyelem akaratlagos kontrollja

Mindez lefordítható bármely hétköznapi viselkedéses helyzetre. Abban az esetben, ha egy személy szeretne eljutni A pontból B pontba először szüksége van egy útvonaltervre, amelynek segítségével eléri a célt. Mindeközben egyéb, a viselkedés szempontjából kevésbé releváns mpulzusát kontroll alatt kell tartania (pl.: nem áll meg útközben a kirakatok előtt), illetve folyamatosan fent kell tartania a cél reprezentációját (pl.:utca, házszám). Ezen kívül fontos, hogy szükség esetén képes legyen a rugalmas váltásra (pl.: lezárt útszakasz miatt új útvonal keresése), valamint, hogy téves válaszait (zsákutcába való behajtás) gátlás alatt tudja tartani. 

## Az ellenőrző figyelmi rendszer
Az ellenőrző figyelmi rendszer (SAS- Supervisory Attentional System) Norman és Shallice nevéhez fűződik. Két hierarchikusan szervezett struktúrát feltételez: a sémaversengés-ütemezési rendszert (contention scheduling), illetve a tényleges ellenőrző figyelmi rendszert. A sémaversengés-ütemezési rendszer az alacsonyabb szinten az automatikus, túltanult, készségszintű viselkedéselemeket szervezi, miközben ezek kognitív reprezentációi, a sémák versengenek a viselkedés irányításáért. A sémák automatikusan aktiválódnak részben környezeti ingerek, részben egymás hatására. A versengés arra utal, hogy az éppen aktív séma gátlás alatt tartja a többi sémát, amíg az aktuális cselekvés le nem fut. Ha a viselkedés lefutott, automatikusan aktiválja a következő reprezentációt. Erre kitűnő példa az autóvezetés, ami készségszintű cselekvés lévén gyakorlott autóvezetőnél nem igényel különösebb figyelmet. A vezető automatikusan vált sebességet, vesz be kanyart stb. 
Az ellenőrző figyelmi rendszer akkor kapcsolódik be a viselkedés irányításába, ha az automatikus viselkedéselemek megszakítására van szükség. Az ellenőrző figyelmi rendszer működése aktív figyelmet feltételez, mivel új viselkedéses terveket készít, gátlás alatt tartja a sémaversengés-ütemezési rendszert, illetve tudatosan irányítja a cselekvést. Erre kitűnő példa, amikor az úttesten pl. egy akadály tűnik fel, ilyenkor pedig a vezetőnek új viselkedéses tervet kell felállítania, hogy kikerülhesse az útakadályt. Ehhez a megszokott cselekvések tudatos megszakítására van szükség. 

## Mérőeszközei
A végrehajtó funkciók vizsgálatára kidolgozott mérőeszközök általában nem használhatók valamennyi komponens egyidejű feltérképezésére. A Wisconsin Kártyaszortírozási Teszt (WCST) a környezeti változások monitorozását, valamint a rugalmas váltást vizsgálja, míg a Hanoi-torony és változatai (pl.: London-torony) a tervezés és a flexibilitás komponensek mérésére alkalmasak.

## A végrehajtó funkciók fejlődési zavarai
A preforontális kéreg fejlődési rendellenességei közé tartozik a figyelemhiányos hiperaktivitás-zavar (ADHD), illetve a Tourette-szindróma (TS) és az autizmus-spektrum zavar (ASD).